# Allium fethiyense
Allium fethiyense — вид трав'янистих рослин родини амарилісові (Amaryllidaceae), ендемік Туреччини.

## Опис
Цибулина яйцювата, 1–5 см в діаметрі; зовнішні оболонки коричневі, досить слабо сітчасті волокнисті; цибулинки, мабуть, відсутні. Стебло 40–65 см. Листків 3–4, коротші ніж стебло, лінійні, шириною 1–1.5 мм, голі, ребристі. Зонтик досить нещільний, півсферичний, діаметром ≈≈ 2.5 см. Оцвітина дзвінчаста у період цвітіння. Листочки оцвітини білі (у висушеному стані), перетинчасті, 2–2.5 × ≈ 0.5 мм біля основи, вузько ланцетоподібно-довгасті, тупі або підгострі, сильно кілеві в нижній половині, гладкі. Коробочка широко яйцевидно-трикутна, завдовжки 2.5–3.2 мм, довше від оцвітини. Насіння чорне, завдовжки 2.5–3 мм. 2n = 16.
Час цвітіння: травень.

## Поширення
Ендемік Туреччини (південний захід).
Населяє Ліс Pinus brutia, на скелястих схилах і серед Cistus, Lavandula, Inula, 80–100 м..